# Walter Arendt
Walter Arendt (1925. január 17. – Bornheim, 2005. március 7.) német politikus.

## Életrajza
1946-ban lépett be az SPD-be, 1973 és 1979 között a párt elnökségi tagja volt.

## Fordítás
- Ez a szócikk részben vagy egészben  a   Walter Arendt című német Wikipédia-szócikk ezen változatának fordításán alapul.  Az eredeti cikk szerkesztőit annak laptörténete sorolja fel. Ez a jelzés csupán a megfogalmazás eredetét és a szerzői jogokat jelzi, nem szolgál a cikkben szereplő információk forrásmegjelöléseként.